# Island in the Sun (musikfestival)
Island in the Sun var en musikfestival på ön Jurmo i åländska skärgården.